# Badumna hygrophila
Badumna hygrophila är en spindelart som först beskrevs av Simon 1902.  Badumna hygrophila ingår i släktet Badumna och familjen Desidae.
Artens utbredningsområde är Queensland. Inga underarter finns listade.